# DJ Crypt
DJ Crypt (* 14. September 1982 in Sigmaringen, bürgerlich Thomas Grehl) ist ein deutscher Hip-Hop-DJ, Graffiti-Künstler und Produzent.

## Leben
Bürgerlich aufgewachsen in Sigmaringen fand er 1996, nach einem Hip-Hop-Jam-Besuch im dortigen Jugendhaus, mit Sprühern und dem Rap-Duo „Der Tobi & Das Bo“ und über die wöchentlichen „Freestyle“-Ausflüge seines Bruders auf Viva, zum Hip-Hop. Die Musik selber spielte in den Anfangstagen eine untergeordnete Rolle. Vielmehr war alles, was mit Graffiti zu tun hatte, nun von sehr großem Interesse und es dauerte nicht lange, bis erste Zeichnungen den Weg in seine Skizzenbücher (Blackbooks) fanden. Seit 2008 lebt er in Stuttgart, wo er eine Ausbildung zum Mediengestalter erfolgreich absolvierte. Seit 2011 lebt er hauptberuflich als Künstler. Crypt ist Teil der Snowgoons-DJs, dem Famous Deck Team und seit 2021 Teil von den Wax Addictz.
Im Laufe seiner Karriere tourte er unter anderem mit Edo G, Funkdoobiest, PMD of EPMD, Mr. Cheeks of Lost Boiz, El Da Sensei, Snak The Ripper, Kontra K, Sicknature, Snowgoons, Reef The Lost Cauze, N.B.S., Chris Rivers, Sean Strange, Big Kurt & Galv. Als DJ und Produzent wirkte er auf Alben von Snowgoons, Sicknature, Jay Royale, Galv, Sickless, Marz, Drive-By, Killakikitt, Extra Large, Aspects, Dj Access, Nine, Dj Stylewarz, Onyx und Classic Der Dicke.
Er spielte Shows in Deutschland, Italien, Norwegen, Rumänien, Finnland, England, Schweden, Frankreich, Tschechien, Slowakei, Polen, Niederlande, Belgien, Österreich, Schweiz & Griechenland. Darüber hinaus war er zweimal in Kanada und in Russland auf Tour und spielte Festivals wie das Hip Hop Kemp in Tschechien, das Airfield Festival in Rumänien, das Royal Arena in der Schweiz und das Off The Hook Festival in Griechenland.

## Diskografie

### Releases
- 2023: DJ Crypt – „GINESIS“ Album auf dem Label Goon Musick (Snowgoons)
- 2022: DJ Crypt – „ALIVE“ Single auf dem Label Goon Musick (Snowgoons)
- 2021: Wax Addictz 7" Vinyl gemeinsam mit DJ AL ROCK auf dem Label Goon Musick (Snowgoons)
- 2017: Crypt & Galv – „50/50“ auf dem Label HHV.de[4][5]

### Features
- Pay Up by Snowgoons (2022)
- Scratching Is A Part Of My Life by Dj Eule (2020)
- Fresh Aaah Pt. 2 by Dj Stylewarz (2019)
- The 90’s Are Back Pt.2 by Snowgoons (2019)
- Fresh Aaah Pt.2 Dj Crypt Remix by Dj Stylewarz (2019)
- Skills by Dj Access (2017)
- Tumblinger by Al Rock ft. David P., Ponsharellow & Dieter Parker | Dj Crypt Remix (2024)